# Rue du Père-Guérin
La rue du Père-Guérin est une voie du 13e arrondissement de Paris située dans le quartier de la Maison-Blanche.

## Situation et accès

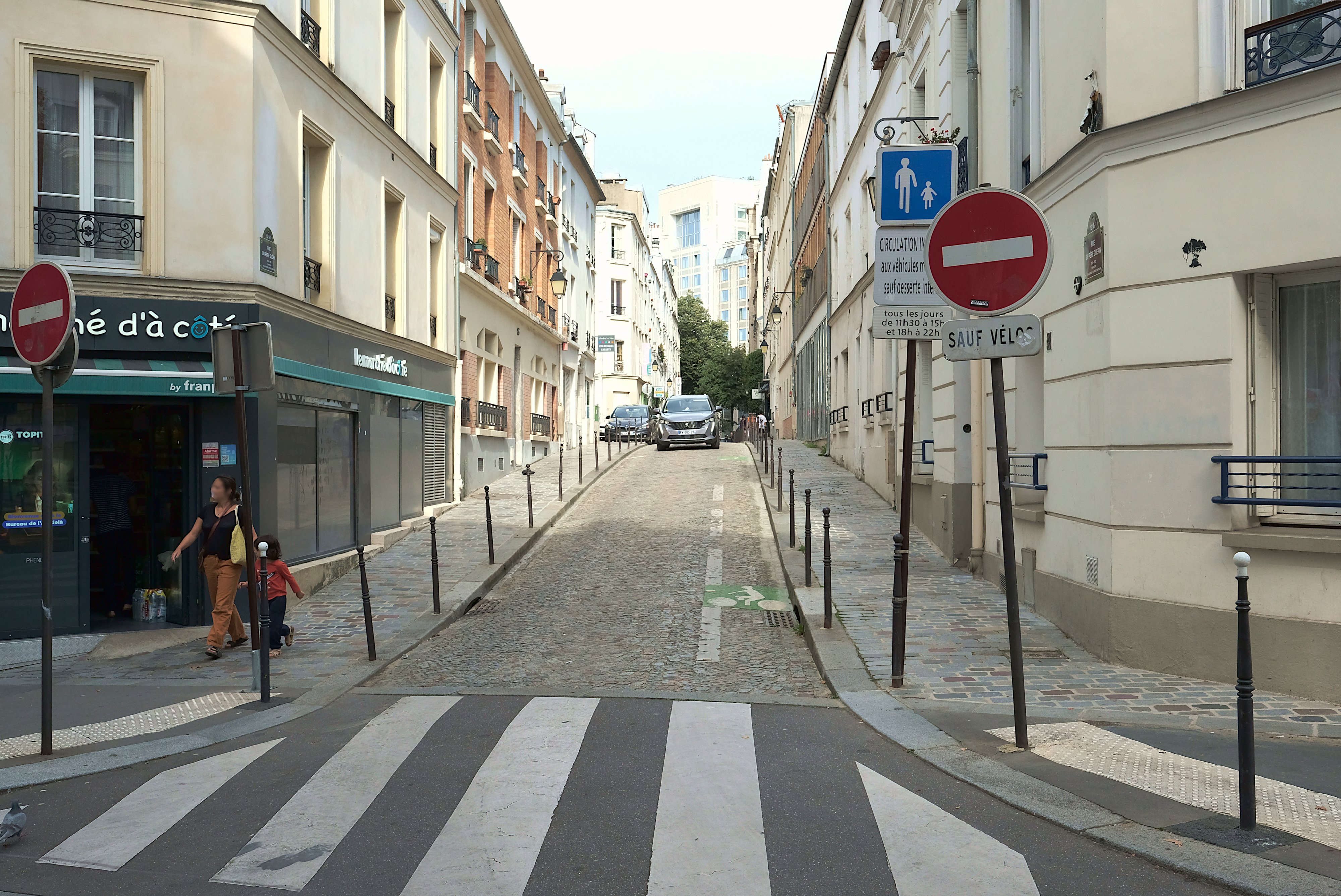
La rue du Père-Guérin vue depuis la rue du Moulin-des-Prés.

La rue du Père-Guérin est desservie par les lignes 5, 6 et 7 à la station Place d'Italie.

## Origine du nom
Elle porte le nom du père Guérin (1891-1972), aumônier général, résistant et fondateur de la Jeunesse ouvrière chrétienne.

## Historique
Cette voie est créée le 30 août 1978, lors du détachement de la partie orientale de la rue Gérard.